# Diaolou
Diaolou (kinesiska: 碉楼?, pinyin: Diāolou), är höga befästa vakttorn, i huvudsak uppförda i armerad betong som finns i södra Kina.
De flesta av dessa torn finns ett område kallat Sze Yup ("de fyra häradena" 四邑) som består av de tidigare  häradena Kaiping, Enping, Taishan och Xinhui vilka lyder under Jiangmens stad på prefekturnivå i Guangdongprovinsen, Kina. De flesta tornen finns i Kaiping. De första tornen uppfördes under tidiga Qingdynastin och nådde en topp under 1920- och 1930-talen då det fanns fler än 3 000 torn. Idag känner man till 1 833 som finns i Kaiping och omkring 500 i Taishan. Trots att de i huvudsak var avseddaa som skydd mot plundrare, användes några av dem som bostadshus.
Kaiping har traditionellt varit en stor utvandringsregion, och en smältdegel för idéer och trender inbringande av utvandrade kineser. Som ett resultat av detta har många diaolouer arkitektoniska kännetecken från andra delar av Kina och västvärlden.
2007 blev tornen ett världsarv under namnet "Kaiping diaolou och byar" (开平碉楼与村落). Världsarvskommittén skrev
| ” | ...diaolouerna ... visar en komplex och fransk sengotisk (flamboyant) fusion av kinesiska och västliga strukturella och dekorativa former. De återspeglar den betydelsefulla roll utvandrare från Kaiping haft i utvecklingen av flera länder i Sydasien, Asien, Australasien och Nordamerika, under senare delen av 1800-talet och tidigt 1900-tal, och de nära länkarna mellan emigrerade Kaipingbor och deras förfäders hem. Objektet inskrivet här består av fyra grupper av diaolouer, totalt omkring 1 800 tornhus i deras bylandskap. | „ |

## Exempel
- Ruishi Diaolou, bakom byn Jinjiangli, Xianggang köping. Det är uppfört 1921 och har nio våningar och är den högsta diaoloun i Kaiping. Det uppvisar ett tak i bysantinsk stil och har en romansk kupol.

- Majianglong diaolouklustret som går genom byarna Nan'an li, He'dong li, Qing lin li, Long jiang li och Yong'an li.

- Li Garden, i Beiyi Xiang, uppfördes 1936 av Xie Weili, en kines som emigrerat till USA.

- Fangshi Denglou - Uppfört 1920 efter bidrag från byinvånarna. Denna byggnad är fem våningar hög och refereras till som "Ljustornet" då den har ett enormt sökljus lika starkt som ett från ett fyrtorn.

- Bianchouzhu Lou (Det lutande tornet), ligger i byn Nanxing och uppfördes 1903. Detta har sju våningar med utsikt över en damm.

- Tianlu Lou (Himmelsk succétornet), ligger i Yong'an li och uppfördes 1992 med sju våningar plus en takterrass.